# باول مكدونالد (ملحن)
باول مكدونالد (بالإنجليزية: Paul McDonald)‏ هو ملحن ومغن مؤلف أمريكي، ولد في 24 أغسطس 1984 في أوبورن في الولايات المتحدة.

## وصلات خارجية
- الموقع الرسمي
- باول مكدونالد على موقع ميوزك برينز (الإنجليزية)